# Steen der tranen
Steen der tranen (Engels: Stone of Tears) is een fantasyboek van de Amerikaanse schrijver Terry Goodkind. Dit boek is het vervolg op Het zwaard van de waarheid. 

## Samenvatting van het boek
Na de dood van Darken Rahl, wordt Richard geplaagd door zware hoofdpijn. Van de heks Shota leert hij dat hij een bastaardzoon is van Darken Rahl en een kleinzoon (via moederszijde) van Zeddicus Zu’l Zorander, de eerste tovenaar.
Nadat hij via de eerste wet van de magie Darken Rahl belet heeft de juiste kist van Orden te openen, zorgde Richard ervoor dat de sluier gescheurd raakte. De sluier scheidt de wereld van de levenden met die van de doden. Richard laat deze sluier scheuren door de tweede wet te breken. Doordat de sluier gescheurd is, ontsnappen er monsters vanuit de onderwereld. 
Wanneer Richard probeert manieren te vinden om de sluier te herstellen, breekt hij opnieuw de tweede wet van de magie door de voorvaderen van het moddervolk, waar hij lid van is, aan te roepen. Zonder het te weten laat hij zijn vader, Darken Rahl, naar de wereld van de levenden komen. Darken Rahl scheurt, op zijn tocht langs de sluier, de sluier nog meer. Dit helpt de wachter nog meer greep te krijgen op de wereld van de levenden. 
Na dit incident krijgt Richard bezoek van drie ‘Zusters van het Licht’, die de schepper dienen. Zij zeggen hem dat zijn hoofdpijnen worden veroorzaakt door het ontwaken van zijn gave. Deze hoofdpijnen zullen hem fataal worden en zijn niet te stoppen tenzij hij met hen meegaat. Zij zullen hem leren hoe hij zijn gave kan beheersen. Om met de zusters mee te gaan moet hij een Rada’Han, een magische halsband, dragen zodat hij zijn hoofdpijnen kan controleren.
Doordat Richard eerder, in het eerste boek, een halsband aanhad, staat hij weigerachtig tegenover het voorstel. Het deed hem nog het meest herinneren aan Denna. Denna overtuigt Kahlan om Richard toch de halsband aan te laten doen. Hij moet die halsband aandoen, omdat het anders te laat zou kunnen zijn. Kahlan moet ervoor zorgen dat hij die halsband aandoet. Richard weigert twee keer om de halsband aan te doen. Doordat hij twee keer weigert, doodden twee zusters zichzelf. Dit om hem te overtuigen toch ja te zeggen tegen de volgende zuster. De laatste zuster moest niet zichzelf doden, maar Richard.
Richard vat de bedoeling van Kahlan verkeerd op. Kahlan had tegen hem gezegd dat zij niet langer van hem houdt. Neerslachtig doet Richard de Rada’Han uiteindelijk om en vertrekt met de laatste zuster, Verna, om een oplossing te zoeken voor zijn probleem.
Samen met Verna reist Richard naar het Paleis van de Profeten, dat in de oude wereld ligt. De zusters zien het als hun taak om het woord van de schepper te verspreiden door het opleiden van jonge tovenaars.
Voordat Richard het Paleis van de Profeten bereikt, wordt hij gedwongen te vechten tegen dertig Baka Ban Mana zwaardvechters. De taak van deze zwaardvechter is de zoeker, Richard, met het zwaard van de waarheid de dans van de dood te leren. De magie van het zwaard van de waarheid onthoudt zijn vorige gebruikers en hun manieren om met het zwaard om te gaan. “Wees een veer, geen steen. Drijf mee met de stormwind.” Dit is het eerste tactische advies dat Richard ontvangt van de magie die zich in het zwaard schuilhoudt.
Tijdens zijn verblijf op het Paleis van de Profeten, leert Richard meer over de gave van de magie. Hij ontdekt dat hij een oorlogstovenaar is, een tovenaar die zowel de Additieve als de Subtractieve zijde van de magie heeft. Later leert hij van Nathan Rahl, een andere tovenaar in het paleis, dat hij de eerste is die met een dergelijke kracht wordt geboren in drieduizend jaar.
Het werd geopenbaard dat de priores Richard naar het paleis zou halen om de Zusters van het Licht te zuiveren van de ‘Zusters van de Duisternis’. De Zusters van de Duisternis hebben als taak om de wachter tot heer van de wereld van de levenden te maken, het tegenovergestelde van de Zusters van het Licht. De priores zou het later als volgt uitleggen aan Richard: “Wanneer je huis vol ratten zit, is het enige wat je kunt doen een kat in huis nemen. De kat beziet iedereen dan als een rat. Misschien met een goede reden.”
Tijdens zijn gesprek met de priores krijgt Richard ook te horen dat de priores en Nathan Richards stiefvader hielpen om het ‘Boek van de Getelde Schaduwen’ te krijgen, waarin de instructies stonden over het correct openen van de kisten van orden.
Richard kreeg tijdens het gesprek met de priores te horen dat het Paleis van de Profeten betoverd is zodat de tijd binnen de muren van het paleis langzamer gaat dan buiten de muren. Dit heeft vooral invloed op de leeftijd van hen die binnen de muren wonen. Nathan vertelt Richard dat hij bijna duizend jaar is.
Terwijl Richard naar het Paleis van de profeten vertrekt, vertrekt Kahlan, samen met drie leden van het moddervolk, naar Aydindril, in het noorden. Onderweg komen zij langs Ebinissia, de hoofdstad van Galea. Wanneer ze in de stad aankomen, zien ze dat de stad in puin ligt. De lijken liggen verspreid in de straten en in het omliggende land.
Kahlan en de drie leden van het moddervolk halen een groep van vijfduizend mannen in die de vijand willen aanvallen. Kahlan realiseert zich al snel dat de soldaten veel jonger zijn dan ze verwachtte. De jonge soldaten vertellen dat ze wraak willen voor Ebinissia en daarom het leger hebben opgespoord dat daarvoor verantwoordelijk was. Kahlan neemt het bevel op van de soldaten, omdat ze schrik heeft dat anders de strijd niet goed zal eindigen. Ze verandert de oorspronkelijke tactiek, waarmee ze de vijand verslaat. De vijand vocht onder de naam van de Imperiale orde. Daarom zweert Kahlan daar dat ze er alles aan zal doen om de Imperiale orde te verslaan.
Wanneer Kahlan uiteindelijk aankomt in Aydindril om aan Zedd hulp te vragen, merkt ze dat er heel wat veranderd is tijdens haar afwezigheid. Ze wordt gevangengezet, maar kan ontsnappen. Wanneer ze Zedd vindt, legt ze hem uit dat ze Richard heeft laten meegaan met de zusters van het licht. Zedd is razend en levert Kahlan weer uit aan de Imperiale orde die in de stad regeert.
Na maanden opgesloten te zitten in het Paleis van de Profeten, kan hij er eindelijk vertrekken. Hij rijdt zo snel mogelijk noordwaarts in de hoop de profetie tegen te houden die hij heeft gekregen in de verloren vallei. De profetie sprak over het onthoofden van zijn geliefde, Kahlan. Hij realiseerde zich pas laat dat zij hem eigenlijk met de zusters had meegestuurd uit liefde voor hem.
Richard moet echter eerst de kist van orden dichtdoen die Darken Rahl had opengedaan. Daarvoor moet hij naar het volkspaleis. Wanneer hij daar aankomt, heeft hij nog een dag voordat de profetie in vervulling gaat. In het volkspaleis zijn er velen die trouw gezworen hebben aan Richard, als de nieuwe heer Rahl. Door de scheur in de sluier hebben sommigen nog altijd een eed van trouw tegenover Darken Rahl. Doordat Richard uiteindelijk de kist van orden kan sluiten, zweren de overige soldaten in het volkspaleis ook trouw aan hem. Wanneer hij dan eindelijk aankomt in Aydindril, merkt hij dat hij te laat is. Kahlan werd onthoofd en Zedd had ernaast gestaan.